# Morganucodon
Morganucodon is een geslacht van uitgestorven zoogdierachtigen dat tijdens het Trias leefde op de eilanden die later Wales zijn geworden. Daarnaast zijn er ook fossielen van dit diertje in China gevonden. Morganucodon was een tien centimeter lang ratachtig dier met een lange spitse snuit, een korte staart, korte poten en aan iedere voet vijf tenen. Het diertje behoorde tot de Triconodonta en net als de overige leden van deze orde had Morganucodon kiezen met drie puntige uitsteeksels. De grote ogen wijzen op een nachtactief bestaan. Op deze manier ontliep Morganucodon carnivore dinosauriërs. Tijdens de jacht werden insecten en andere kleine diertjes gevangen. Vermoedelijk legde Morganucodon eieren. Verwant aan Morganucodon is Megazostrodon.

## Beschrijving
Morganucodon was ongeveer tien centimeter lang en leek misschien op een spitsmuis aan de buitenkant. Het toont enkele overgangskenmerken tussen de synapside voorouders van zoogdieren en de werkelijke zoogdieren. Het had een dubbel temporomandibulair gewricht. Naast het typische temporomandibulaire gewricht van zoogdieren, is er ook het reptielen primaire kaakgewricht tussen de os articulare en os quadratum. De onderkaak bestond ook uit verschillende botten. Anderzijds waren de vier verschillende tandtypen en de eenmalige tandwisseling typisch voor zoogdieren. Morganucodon had vier snijtanden per kaak, de hoektanden waren middelgroot. Er waren vijf bovenste en vier onderste premolaren en drie kiezen in elke helft van de kaak. Deze hadden elk drie scherpe bulten die goed sloten met de tegenovergestelde tanden (occlusie).De rest van het lichaam duidt op een behendig, op de grond levend dier. Het dieet bestond mogelijk uit insecten en andere kleine dieren.

## Ontdekking en classificatie
Vanaf 1949 werden er in Glamorgan (Wales) talloze tanden, kaken en andere fossielen gevonden, die voor het eerst bewijs leverden voor vroege zoogdieren. De naam Morganucodon werd bedacht voor deze vondsten en is afgeleid van de gelatiniseerde Welshe naam Glamorgan, Morgannwg en het Griekse woord voor tand (odon). Al in 1941 werden twee geïsoleerde tanden van een geslacht, dat aanvankelijk Eozostrodon heette, ontdekt in Somerset. Het is waarschijnlijk hetzelfde geslacht, maar omdat de afzonderlijke tanden niet voldoende waren voor een beschrijving, heeft de naam Morganucodon vandaag de voorkeur. Later werden vondsten gevonden op andere plaatsen in West-Europa, evenals in China en Noord-Amerika. Bernhard Peyer begon opgravingen in Hallau in 1942 op basis van voorbereidend werk van geoloog Ferdinand Schalch en vond tanden van het dier, die volledig werden toegewezen door William A. Clemens in 1978/79.
Morganucodon is geclassificeerd met enkele verwante geslachten in de groep Morganucodonta, die bijna wereldwijd plaatsvond van het Boven-Trias tot het Onder-Jura. Of deze groep al is geclassificeerd in zoogdieren in brede zin (sensu lato) of in zoogdierachtige dieren (Mammaliaformes) is controversieel en grotendeels een kwestie van definitie. In elk geval hadden ze geavanceerde zoogdierachtige kenmerken, maar verschilden ze in details van de zoogdieren van vandaag.